# IC 3432
IC 3432 — галактика типу Sc (компактна спіральна галактика) у сузір'ї Волосся Вероніки.
Цей об'єкт міститься в оригінальній редакції індексного каталогу.